# Seconde bataille de Kherson
Pour les articles homonymes, voir Bataille de Kherson.
Cet article concerne la reprise de Kherson par les forces ukrainiennes. Pour sa capture par les forces russes, voir Première bataille de Kherson.
Front Sud de l'invasion russe de l'Ukraine
Batailles
Offensive de Kiev (Jytomyr, Kiev) : 
- 1re Hostomel
- Tchernobyl
- Ivankiv
- Kiev
- 2e Hostomel
- Vassylkiv
- Boutcha
- Irpin
  - Bombardement de réfugiés
- Jytomyr
- Mochtchoun
- Makariv
- Brovary

Offensive du Nord (Tchernihiv, Soumy) :
- Hloukhiv
- Slavoutytch
- Bombardements
- Soumy
- Trostianets
- Tchernihiv
- Okhtyrka
- Lebedyn
- Konotop
- Romny
- Desna
- Escarmouches frontalières

Russie  (Briansk, Belgorod) :
- Incursions en Russie occidentale
  - Oblast de Briansk
  - Oblasts de Belgorod et de Koursk
    - Incursions de 2024

  - Bombardement de Belgorod
- Oblast de Koursk (août 2024)

Campagne de l'Est (Donetsk, Louhansk, Kharkiv)
Kharkiv :
- 1re Kharkiv
  - Tchouhouïv
  - Bombardements : en février
  - en mars
  - en avril
  - du bâtiment administratif
- Izioum
- 2e Kharkiv
  - Balaklia
  - 1re Koupiansk
  - Chevtchenkove
- 3e Kharkiv

Nord du Donbass:
- Starobilsk
- Sloviansk
  - Dovhenke
  - 1re Lyman
  - Sviatohirsk
  - Bohorodychne et Krasnopillia
  - Bombardements : Bilohorivka
  - Kramatorsk
- Sievierodonetsk
  - Kreminna
  - Donets
  - Roubijné
  - Popasna
  - Tochkivka
  - Massacre
- Lyssytchansk
- 2e Kharkiv
  - Balaklia
  - 1re Koupiansk
  - Chevtchenkove
  - 2e Lyman
- Oblast de Louhansk
  - Ligne Svatove-Kreminna
  - Serebryansky
  - 2e Koupiansk

 Centre du Donbass:
- Horlivka
- Popasna
- Svitlodarsk
- Bakhmout
  - Soledar
- Siversk
- Tchassiv Iar
- Toretsk
- Kourakhove
- Velyka Novossilka
- Novopavlivka

Sud du Donbass :
- Volnovakha
- Marioupol
  - Bombardements : de l'hôpital
  - du théâtre
  - de l'école d'art
- Pisky
- Vouhledar
  - Pavlivka
- Marïnka
- Contre-offensive de 2023
- Avdiïvka
- Novomykhaïlivka
- Pokrovsk
  - Krasnohorivka
  - Toretsk
- Bombardements :
- Makiïvka
- Donetsk

Campagne du Sud (Mykolaïv, Kherson, Zaporijjia)
- 1re Kherson
- Odessa
- Melitopol
- Mykolaïv
  - Bombardements : à fragmentation
  - du bâtiment administratif
- 1re Berdiansk
- Zaporijjia
- Tchornobaïvka
- Enerhodar
- Voznessensk
- Houliaïpole
- Davydiv Brid
- 2e Berdiansk
- Nova Kakhovka
- 2e Kherson
  - Doudtchany
- Dniepr
- Tchoulakivka
- Contre-offensive de 2023
  - Robotyne

Frappes aériennes dans l'Ouest et le Centre de l'Ukraine
- Lviv (02/2022)
- Vinnytsia (03/2022)
- Yavoriv (03/2022)
- Deliatyne (03/2022)
- Dnipro
- Rivne

Guerre navale
- Île des Serpents (02/2022)
- Moskva (04/2022)

Attaques en Crimée
- Novofedorivka (08/2022)
- Djankoï (08/2022)
- Pont de Crimée (10/2022)
- Base navale de Sébastopol (10/2022)
- Pont de Crimée (07/2023)
- Base navale de Sébastopol (09/2023)

Débordement
- Aéroport de Millerovo
- Sabotages en Russie
- Attaques en Transnistrie
- Sabotage des gazoducs Nord Stream
- Terrain d'entraînement militaire de Soloti
- Explosions en Pologne
- Bases aériennes de Dyagilevo et Engels-2
- Base aérienne de Minsk-Matchoulichtchi
- Crise russo-moldave de 2023
  - Accusations de tentative de coup d'État en Moldavie
- Incident de drone de 2023 en mer Noire
- Rébellion du groupe Wagner

Massacres
- Tchernihiv
- Boutcha
- Borodianka
- Olenivka
- Izioum

La contre-offensive de Kherson ou seconde bataille de Kherson, aussi connue comme la libération de Kherson, est lancée le 29 août 2022 par l'armée ukrainienne, pendant l'invasion russe de l'Ukraine. L'opération vise à reprendre l'intégralité du territoire occupé par la Russie dans les oblasts de Kherson et Mykolaïv. Les analystes militaires considèrent la contre-offensive comme la troisième phase stratégique de la guerre en Ukraine, après l'invasion initiale et la bataille du Donbass.
Après une préparation composée de nombreuses frappes contre des cibles militaires russes, l'Ukraine annonce le début d'une contre-offensive à grande échelle le 29 août 2022. Une semaine plus tard, une autre contre-offensive ukrainienne majeure commence dans le nord-est, dans l'oblast de Kharkiv.
Au 17 octobre 2022, l'Ukraine a repris de nombreuses localités et plus de 1 170 kilomètres carrés de territoire occupé. Le 9 novembre, les troupes russes reçoivent l'ordre de se retirer de Kherson, la seule capitale régionale conquise depuis le début de l'invasion, puis officiellement annexée le 30 septembre 2022 par la Russie. L’armée ukrainienne reprend la ville le 11 novembre, atteignant ainsi l'un des objectifs majeurs de l'offensive débutée à la fin de l'été.

## Contexte

### Offensive russe

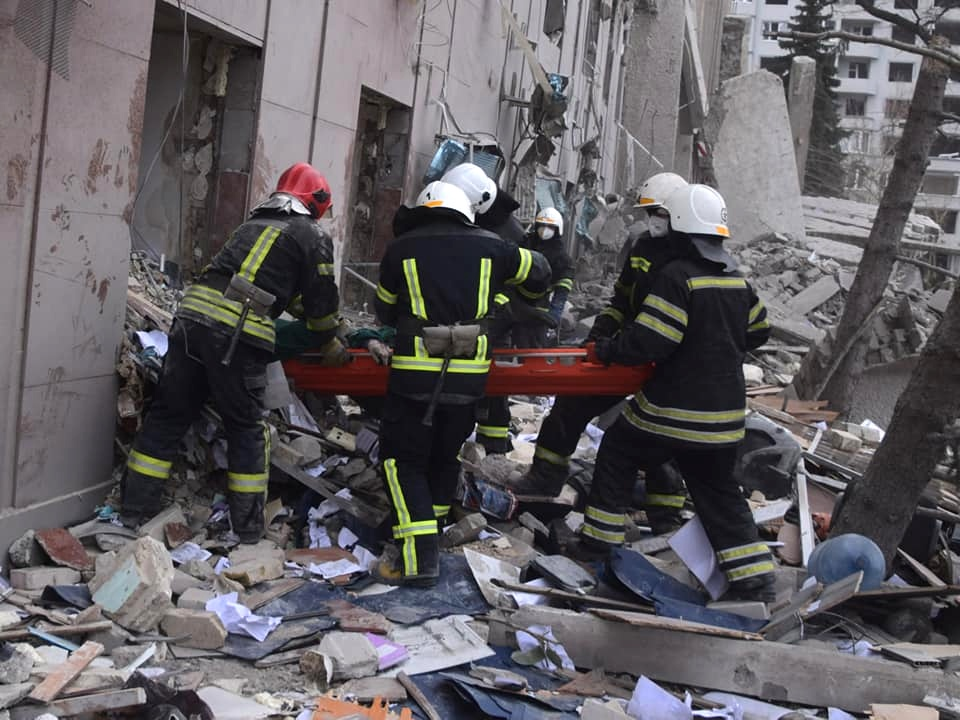
Secours intervenants après la frappe aérienne du bâtiment gouvernemental de Mykolaïv le 29 mars 2022.

Au cours de l'offensive du sud de l'Ukraine en février 2022, les troupes russes envahissent les oblasts de Kherson, Zaporijjia et Mykolaïv. Au début de la guerre, les troupes russes s'emparent de plusieurs villes du sud de l'Ukraine, dont Melitopol et Kherson,, dégageant les troupes ukrainiennes vers la ville de Mykolaïv pour tenter d'atteindre Odessa depuis le sud-est, mais lors de la bataille de Voznesensk les Ukrainiens arrêtent l'avancée russe. Dans l'oblast de Zaporijjia, les troupes russes progressent vers le nord, faisant reculer les militaires ukrainiens lors de la bataille d'Enerhodar, prenant la ville en plus de la centrale nucléaire de Zaporijjia. Les forces russes mènent également une percée vers l'est, atteignant les frontières administratives de Donetsk et de Zaporijjia.

#### Occupation russe
Les forces russes commencent une occupation civilo-militaire de l'oblast de Kherson le 2 mars. Les autorités d'occupation auraient érigé une statue de Vladimir Lénine sur la place de la ville, introduit le programme russe dans le système scolaire local, redirigé les serveurs Internet vers la Russie, délivré des passeports russes et commencé à faire circuler le rouble. Début juillet, la Russie contrôle 95% de l'oblast de Kherson et 70% de celui de Zaporijjia. Des centaines de civils auraient été enlevés par les autorités russes dans les deux régions,.
Fin mai, des représentants du gouvernement russe reconnaissent les plans d'annexion des deux oblasts et imposent des conditions sur le territoire occupé à Zaporijjia. Un référendum est prévu par les autorités d'occupation russes dans la région pour la fin de 2022 afin d'annexer les oblasts de Kherson et de Zaporijjia, mais les responsables avancent rapidement la date à l'automne,, craignant d'être retardés par l'armée ukrainienne, selon des responsables du renseignement britanniques. Ce référendum est décrit comme une « imposture » par une large partie de la communauté internationale, et ses « résultats » ne sont pas reconnus en dehors de la Russie,.

### Contre-attaques ukrainiennes
Avant le 9 juillet, l'Ukraine mène de nombreuses petites contre-attaques contre les forces russes, les forçant à prendre des positions défensives. Le 11 mars, l'offensive russe s'arrête sur de nombreux fronts dans l'oblast de Mykolaïv, entraînant une retraite progressive à la fin du mois. En avril, les autorités ukrainiennes annoncent avoir repoussé l'ennemi vers le sud jusqu'à la frontière avec l'oblast de Kherson.
Le 18 avril, les forces russes, de la RPD et de la LPR lancent la bataille du Donbass, déclenchant une relocalisation nécessaire de la plupart de leurs armées vers l'est. L'armée ukrainienne en profite et renforce ses anciennes positions dans les oblasts de Kherson et de Zaporijjia. Les contre-attaques ukrainiennes forcent les troupes russes à quitter plusieurs positions fortifiées situées le long de la frontière sud de la rivière Inhoulets. Fin mai, l'Ukraine lance de suite des contre-attaques mineures à la frontière entre les oblasts de Zaporijjia et de Donetsk.
Au 1er juin, selon l'Institut pour l'étude de la guerre, les contre-attaques ukrainiennes dans l'oblast de Kherson ont réussi à atteindre et à perturber les lignes de communication terrestres russes le long de la rivière Inhoulets. Tout au long du mois de juin, de petites parties des oblasts du nord-ouest de Kherson et du nord de Zaporijjia sont reprises par les forces ukrainiennes, avec de violents combats autour de Davydiv Brid ; cependant, la ligne principale des défenses russes n'a pas reculé comme initialement prévu. Le 25 juillet, le gouverneur militaire de la région affirme que l'Ukraine a repris 44 villes et villages, soit 15 % du territoire de la région.

### Guerre partisane
De nombreux rapports de guerre indiquent une lutte partisane dans les territoires occupés. Dans la ville de Melitopol, les chefs de la résistance ukrainienne affirment avoir tué 100 soldats russes le 5 juin. À Kherson, des résistants ukrainiens bombardent un café fréquenté par les troupes russes, tuant des collaborateurs russes et détruisant les infrastructures militaires russes. Des voies ferrées et des ponts sont également détruits pour empêcher le soutien aux troupes russes. Une organisation nommée « Ruban jaune » dit avoir distribué 1 200 fanzines, à Kherson, promettant des primes pour la capture d'ennemis russes ou de matériel.

## Ordre de bataille

### Ukraine
Forces armées ukrainiennes :
- Armée de terre ukrainienne
  -  17e brigade de chars
  -  24e brigade mécanisée
  -  26e brigade mécanisée
  -  28e brigade mécanisée[56]
  -  40e brigade d'artillerie
  -  57e brigade motorisée
  -  59e brigade motorisée[57]
  -  60e brigade mécanisée[58]
  -  61e brigade de chasseurs
  -  63e brigade mécanisée[59]
  -  128e brigade d'assaut de montagne
  - 143e bataillon de reconnaissance

- Forces d'assaut aérien ukrainiennes
  -  46e brigade aéromobile
- Infanterie navale ukrainienne
  -  35e brigade d'infanterie navale[60]
  -  36e brigade d'infanterie navale
  -  406e brigade d'artillerie navale
- Force de défense territoriale
  -  109e brigade de défense territoriale
  -  121e brigade de défense territoriale (uk)
  -  123e brigade de défense territoriale
  -  124e brigade de défense territoriale
  -  126e brigade de défense territoriale
  -  129e brigade de défense territoriale

### Russie
Armée de terre russe
- 1er corps d'armée
  - 109e régiment de fusiliers motorisés[61]
  - 125e régiment de fusiliers motorisés[61]
- 8e armée combinée
  -  20e division de fusiliers motorisés de la Garde
    - 33e régiment de fusiliers motorisés[62]
    - 255e régiment de fusiliers motorisés de la Garde
    - 944e régiment d'artillerie automoteur
- 49e armée combinée
  -  34e brigade de fusiliers motorisés de montagne[63]
  -  205e brigade de fusiliers motorisés[64]
  -  7e base militaire[65]
  -  439e brigade d'artillerie de missiles de la Garde[66]
  -  227e brigade d'artillerie[67],[68]

 Marine russe
- Flotte de la mer Noire[69]
  -  22e corps d'armée[70]
    - 126e brigade de défense côtière de la Garde[62]
    - 127e brigade de reconnaissance[71]
    - 8e régiment d'artillerie

  -  810e brigade d'infanterie navale[72]
- Flotte du Nord
  - 14e corps d'armée
    -  80e brigade de fusiliers motorisés de l'Arctique

 Troupes aéroportées de la fédération de Russie
- 7e division d'assaut aéroporté de la Garde[73]
  -  56e régiment d'assaut aéroporté de la Garde[74]
  -  108e régiment d'assaut aéroporté de la Garde[75]
  -  247e régiment d'assaut aéroporté de la Garde[76],[62]
- 76e division d'assaut aéroportée[77],[78]
  -  104e régiment d'assaut aérien de la Garde
  -  234e régiment d'assaut aéroporté de la Garde
  -  237e régiment d'assaut aéroporté de la Garde
  -  1140e régiment d'artillerie de la Garde
- 98e division aéroportée de la Garde[79]
  -  217e régiment aéroporté de la Garde
  -  331e régiment aéroporté de la Garde[74]
  -  1065e régiment d'artillerie de la Garde
- 11e brigade d'assaut aéroporté de la Garde[80]
- 31e brigade d'assaut aéroporté de la Garde[81]
- 45e brigade Spetsnaz de la Garde[81]
- 83e brigade d'assaut aéroporté de la Garde[81]

## Préparations
Les responsables ukrainiens ont d'abord fait allusion à une offensive militaire à grande échelle de la mi-juin à la fin juin, affirmant qu'il fallait s'attendre à des « résultats visibles » des contre-offensives ukrainiennes d'ici août 2022. Le 15 juin, selon un général ukrainien, si l'Ukraine reçoit des armes, elle sera en mesure de monter une contre-offensive massive d'ici l'été.
Le 5 juillet, l'Ukraine lance une importante campagne de bombardements contre les avant-postes russes à Melitopol, tuant 200 soldats. Le 7 juillet, les forces ukrainiennes reprennent l'île des Serpents, permettant à l'Ukraine d'accéder à de précieux canaux maritimes et voies d'exportation de céréales.
Pendant ce temps, la Russie tente de renforcer son emprise sur les oblasts de Kherson et de Zaporijjia. La Russie déclare que les nouveau-nés venant au monde dans l'oblast de Kherson recevront automatiquement la citoyenneté russe, ce qui implique que la région fait dorénavant partie de la fédération de Russie.

### Spéculation de contre-offensive
Dans la matinée du 9 juillet, les autorités gouvernementales ukrainiennes commencent à exhorter les habitants des oblasts de Kherson et de Zaporijjia à évacuer leurs maisons en raison d'une contre-offensive ukrainienne imminente. Les habitants de Kherson occupée en particulier sont invités à créer des abris pour « survivre à la contre-offensive ukrainienne ». Iryna Verechtchouk, Vice-Première ministre ukrainienne et ministre de la Réintégration des territoires temporairement occupés, met en garde contre d'intenses combats et bombardements dans les prochains jours, affirmant l'arrivée prochaine de l'armée ukrainienne,.
Le 9 juillet, le président ukrainien Volodymyr Zelensky ordonne à l'armée ukrainienne, y compris des éléments de l'OC Sud, de reprendre le territoire occupé,. Le même jour, le ministre ukrainien de la Défense, Oleksiy Reznikov, déclare que l'Ukraine rassemble une force de combat d'un million d'hommes pour l'offensive. Plus tard, Reznikov annonce un malentendu survenu lors de l'entretien, le chiffre d'un million étant le nombre total de personnes qui servent dans l'armée ukrainienne, la police, etc. En outre, il affirme qu'il n'y a pas « d'opération offensive spécifique ».
Le 24 juillet, un responsable de la région de Kherson, Serhiy Khlan, déclare : « la région de Kherson sera définitivement libérée d'ici septembre et tous les plans des occupants échoueront ».
Lors d'un article écrit plus tard dans The Atlantic, l'historien militaire Phillips O'Brien note qu'il est inhabituel pour une partie de signaler ouvertement une offensive prévue. Il suggère qu'en encourageant les Russes à déployer des soldats du côté ouest du Dniepr, puis en attaquant les ponts, cela créa un piège.

### Premiers engagements

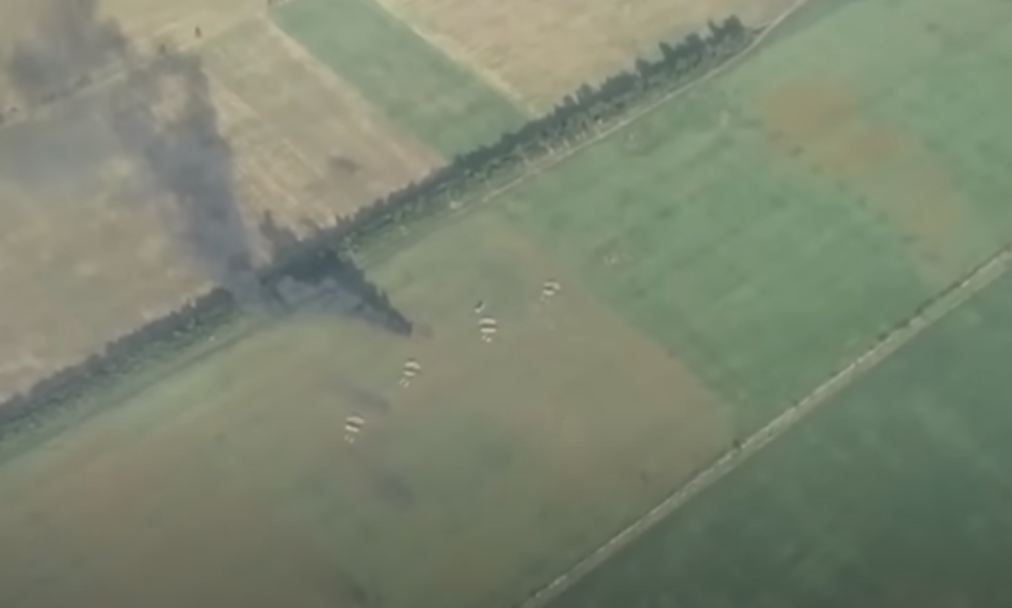
Bombardement ukrainien de l'arsenal russe dans l'oblast de Mykolaïv, le 13 juillet 2022.

Début juillet, l'armée ukrainienne se livre à des escarmouches mineures avec les forces russes. Le 11 juillet, l'armée ukrainienne signale avoir repris le village d'Ivanivka dans l'oblast de Kherson. Les troupes ukrainiennes visent un poste de commandement russe dans la ville de Nova Kakhovka avec des missiles HIMARS, et revendiquent avoir tué 12 officiers et un général de division russe,. Dans l'après-midi, les autorités ukrainiennes affirment que les forces russes transfèrent du matériel sur la rive gauche du Dniepr, créant des barrages routiers dans la ville de Kherson en vue de batailles de rue. Les autorités ukrainiennes exhortent les civils de l'oblast de Zaporijjia à évacuer, suggérant qu'une contre-offensive majeure est en cours.
Le 12 juillet, l'Ukraine frappe de nombreuses cibles et infrastructures militaires,.
Le 13 juillet, selon le chef de l'administration militaire régionale de Kherson, l'Ukraine a lancé des contre-attaques sur toute la ligne de front Mykolaïv-Kherson-Zaporijjia.
Le 14 juillet, les forces ukrainiennes détruisent un dépôt de munitions russe à Radensk (à environ 26 km au sud-est de la ville de Kherson) et des positions russes non précisées à Nova Kakhovka. Au cours de la semaine suivante, l'Ukraine vise des cibles russes tout en s'approchant de Kherson.

### Phase préparatoire et premières annonces d'offensives
Selon une déclaration du 24 juillet du responsable de la région de Kherson, Serhiy Khlan, les attaques ukrainiennes endommageant le pont routier d'Antonivka et un autre pont clé, ainsi que les attaques contre les magasins de munitions et les postes de commandement russes, s'avèrent être des actions préparatoires à l'offensive. Un jour plus tôt, Khlan déclare que les forces ukrainiennes ont repris plusieurs villages de l'oblast de Kherson, les autorités demandant aux civils de ne pas publier d'informations sur l'avancement de la campagne avant les déclarations officielles. Le 26 juillet, le pont routier d'Antonivka est de nouveau touché par une frappe de missile ukrainien de type HIMARS. Le pont est resté structurellement intact tandis que la chaussée du pont a été endommagée.
Le 27 juillet 2022, les forces ukrainiennes déclarent avoir repris le contrôle des villages de Lozove et Andriivka, dans le raïon de Beryslav (oblast de Kherson). Les jours suivants, les forces russes lancent deux assauts dans le nord de l'oblast de Kherson tout en continuant de redéployer des troupes sur le front sud. Les forces ukrainiennes lancent quant à elles une série d'attaques terrestres limitées ainsi que plusieurs attaques aériennes et à la roquette contre des cibles russes dans le sud de l'Ukraine,,.
Début août, la ligne de front s'est seulement décalée de deux kilomètres en direction de Kherson, malgré les annonces répétées de Kyïv sur l'imminence d'un assaut massif pour reprendre la capitale régionale. Les Ukrainiens peinent à inverser le rapport de forces, « démontrant leur incapacité à prendre l'ascendant sur les Russes », estime Olivier Kempf, directeur du cabinet de synthèse stratégique. Les forces russes s'efforcent quant à elles de conserver leurs positions dans le Sud avec une succession de tranchées le long de la ligne de front. Les bombardements russes gagnent également en intensité dans le secteur de Mykolaïv, où est concentrée l'artillerie ukrainienne.
Le 9 août, des explosions endommagent gravement la base aérienne russe de Novofedorivka, en Crimée. Selon un responsable occidental anonyme, les explosions, probablement causées par une attaque ukrainienne, ont « mis hors d'usage plus de la moitié des avions de combat de l'aviation navale de la flotte [russe] de la mer Noire ». Le 10 août, un responsable militaire ukrainien anonyme affirme que la contre-offensive n'a pas encore commencé, celle-ci étant prévue pour plus tard ce mois-là,. Selon Al Jazeera, au 12 août, la contre-offensive est au point mort.

### Opérations militaires russes dans le sud
Des sources ukrainiennes annoncent le début d'une nouvelle offensive des forces russes sur le front Sud le 20 août, reprenant Blahodatne et Vassylky dans l'oblast de Mykolaïv,. Le 22 août, les forces russes remportent un certain succès à l'est de la ville de Mykolaïv et dans le nord-ouest de l'oblast de Kherson, repoussant les forces ukrainiennes à 36 km de la ligne de front vers le nord et à 28 km à l’intérieur du territoire de l'oblast de Mykolaïv avec deux objectifs : effectuer une percée à l'ouest vers la ville de Mykolaïv ou au nord vers l'oblast de Dnipropetrovsk avec l'intention de s'emparer de la ville de Kryvyï Rih, qui accueille une forte concentration de troupes ukrainiennes, et d'où une contre-offensive sur Kherson, Melitopol, Enerhodar, Berdiansk, ainsi qu'en Crimée est prévue. Le même jour, les forces russes reprennent le contrôle de Blahodatne (appelée Komsomolsky par le ministère russe de la Défense) à environ 45 km à l'est de la ville de Mykolaïv et une zone de contrôle de 12 kilomètres carrés.
Le 23 août, le ministère russe de la Défense annonce avoir avancé au nord-ouest d'Aleksandrovka, à environ 38 km à l'ouest de la ville de Kherson, et atteint la frontière administrative de l'oblast de Kherson-Mykolaïv. Les troupes ukrainiennes ripostent par des frappes d'artillerie sur le QG russe du 247e régiment aéroporté de la 7e division d'assaut aéroportée de la Garde et du dépôt de munitions de Tchornobaïvka. Le même jour, les forces russes poursuivent leurs frappes aériennes et d'artillerie sur Dnipropetrovsk, Kryvyï Rih et Mykolaïv avec des roquettes Ouragan.
Du 24 au 25 août, les forces russes poursuivent leurs attaques mais ne progressent plus,. Le 27 août, les forces russes et ukrainiennes s'affrontent à Potomkyne dans le nord-ouest de l'oblast de Kherson ; les deux parties affirment avoir repoussé une attaque. Pendant ce temps, les belligérants continuent à mener des frappes aériennes dans la région, le commandement opérationnel sud ukrainien revendiquant plusieurs coups au but sur trois ouvrages stratégiques (les ponts d'Antonivka et de Darivka et la centrale hydroélectrique de Kakhovka) et deux groupes tactiques de bataillons russes.

## Contre-offensive

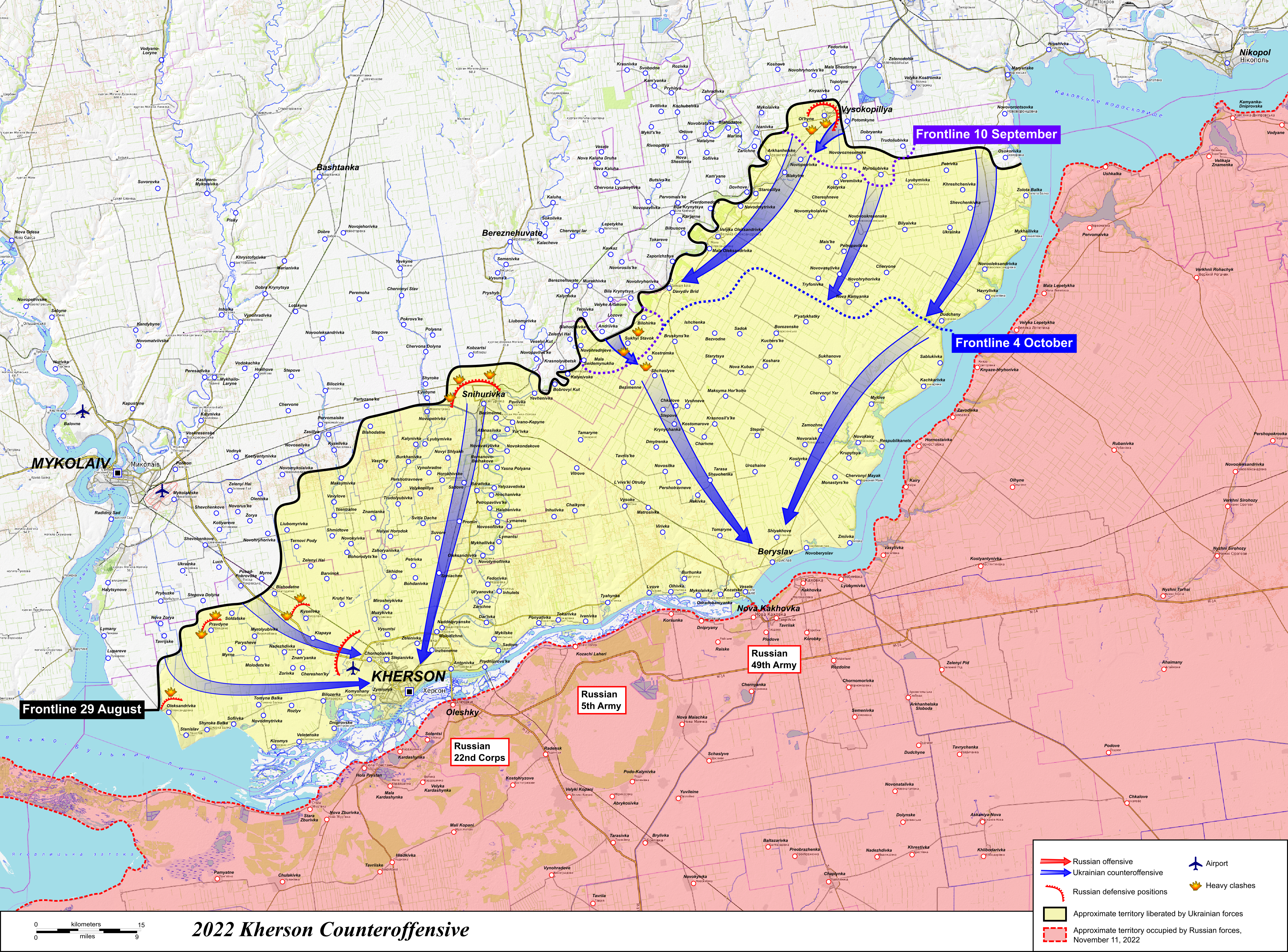

### Progrès ukrainiens difficiles (septembre)
Le 29 août, le Président Zelensky annonce le début d'une contre-offensive à grande échelle pour reprendre le territoire occupé par la Russie dans le sud, affirmation corroborée par le parlement ukrainien ainsi que par le commandement opérationnel sud,,,.
Au début de l'opération, le groupe opérationnel « Kakhovka » et certains responsables ukrainiens revendiquent avoir percé les lignes défensives tenues par le 109e régiment de la RPD et les parachutistes russes. Le 109e régiment est une unité de conscrits servant en garnison dans la région de Kherson. Les responsables ukrainiens affirment également avoir frappé et détruit une importante base russe dans la région. Les autorités d'occupation de Kherson qualifient ces affirmations de « fausses » et d'« illusions », avant d'annoncer une évacuation à Nova Kakhovka à la suite des frappes de missiles ukrainiens. Les habitants signalent de violents combats sur la ligne de front de Kherson, tandis que des évacuations de civils ont lieu. Un journaliste de NPR dans la région confirme l'intensité accrue des combats et un déploiement accéléré de forces ukrainiennes vers la ligne de front. Le gouvernement et l'armée ukrainiens démentent tout changement territorial le premier jour de l'offensive, bien que certains responsables ukrainiens anonymes, des journalistes occidentaux et un certain nombre de blogueurs russes rapporteront la conquête de plusieurs localités au nord et au nord-ouest de Kherson par les troupes ukrainiennes. Une tête de pont aurait été établie à travers l'Inhoulets, ainsi qu'au sud de la frontière de l'oblast de Kherson-Dnipropetrovsk. Parmi ceux-ci se trouvent les villages de Sukhyi Stavok, Novodmytrivka, Arkhanhelske, Tomyna Balka et Pravdyne. Les Ukrainiens ont également attaqué des navires pontons russes sur le fleuve Dniepr.
Le 30 août, la Russie commence à diriger un grand nombre de troupes et d'équipements vers la ligne de front de Kherson pour contrer l'offensive ukrainienne. Pendant ce temps, l'Ukraine intensifie ses attaques contre les points de concentration russes, les dépôts de munitions, les ponts et d'autres cibles. Dans la ville de Kherson, des combats éclatent entre partisans ukrainiens et forces de sécurité prorusses. Selon plusieurs blogueurs russes, des batailles sont en cours à Myrne, Soldatske et Snihourivka, l'Ukraine parvient à reprendre Ternovy Podi, mais est repoussée à Pravdyne et Oleksandrivka. Pantelis Boubouras, consul honoraire de Grèce à Kherson, déclare que les Ukrainiens ont facilement percé la première ligne de défense russe près de la ville de Kherson, mais ont rencontré une résistance beaucoup plus acharnée sur la deuxième ligne de défense russe dans la région. Le 31 août, cette deuxième ligne est au centre des combats, citant des sources locales informant que les deux camps subissent de lourdes pertes. Cependant, un blogueur russe rapporte que les Ukrainiens progressent vers Vyssokopillia plus au nord, bien que la situation globale sur la ligne de front nord demeure floue,. Toujours selon les blogueurs, les Russes ont réussi à stabiliser la ligne de front à Oleksandrivka ainsi qu'à Blahodatne, mais ont échoué en tentant de reprendre Myrne. Des avancées ukrainiennes sont également signalées à Ternovi Pody et Lyubomyrivka. Plus tard dans la journée, des sources ukrainiennes affirment que quatre petits villages ont déjà été repris, cette opération n'étant pas une grande contre-offensive mais plutôt une opération localisée. Le conseiller présidentiel ukrainien Oleksiy Arestovytch prévient que l'offensive sera une « lente opération pour broyer l'ennemi », et non une campagne rapide et massive,.
Du 1er au 2 septembre, de nouvelles avancées ukrainiennes sont signalées, mais aussi une série de contre-attaques russes réussies. De nombreux villages demeurent disputés,. Le 3 septembre, selon le ministère britannique de la Défense, les forces ukrainiennes ont établi trois lignes d'attaque principales dans l'oblast de Kherson et ont un avantage militaire de surprise tactique en raison des erreurs des commandants russes et des problèmes logistiques russes. Les forces ukrainiennes ont détruit des ponts flottants russes et des tirs sont signalés près du centre de la ville de Kherson,. Le même jour, les troupes ukrainiennes s'emparent du village de Blahodativka et se retirent de quelques positions près de Sukhyi Stavok.
Le 4 septembre, le Président Zelensky annonce la libération de deux villages dans l'oblast de Kherson et de Sviatohirsk dans l'oblast de Donetsk. Les autorités ukrainiennes publient une photo montrant la levée du drapeau ukrainien à Vyssokopillia par les forces ukrainiennes,. Deux jours plus tard, l'Ukraine lance une deuxième offensive dans la région de Kharkiv, où elle réalise une percée majeure. Pendant ce temps, les attaques ukrainiennes se poursuivent également le long de la ligne de front sud, bien que les rapports sur les changements territoriaux demeurent en grande partie invérifiables.
Le 12 septembre, selon le Président Zelensky, les forces ukrainiennes ont repris un total de 6 000 km2 de territoire, tant au sud qu'à l'est. Cette information n'est cependant pas confirmée de manière indépendante.
Le 13 septembre, les forces russes se retirent de Kyselivka, une localité à 15 km de Kherson,. Le même jour, le chef adjoint de la région de Kherson, soutenu par la Russie, publie une vidéo depuis la périphérie de la localité dans laquelle il affirme que les troupes ukrainiennes n'ont pas pu y entrer. Selon le maire de Melitopol, les forces russes abandonnent la ville et se déplacent vers la Crimée sous contrôle russe. L'Ukraine affirme également avoir repris Oleksandrivka le 13 septembre. Un responsable local revendique la prise de Kyselivka par l'Ukraine, mais cela n'a pas été confirmé par l'armée ukrainienne ou des sources extérieures telles que l'Institut pour l'étude de la guerre au 14 septembre. Afin de ralentir l'avancée ukrainienne, les forces russes ont fait sauter un barrage sur la rivière Inhoulets, inondant certaines parties de la ligne de front.

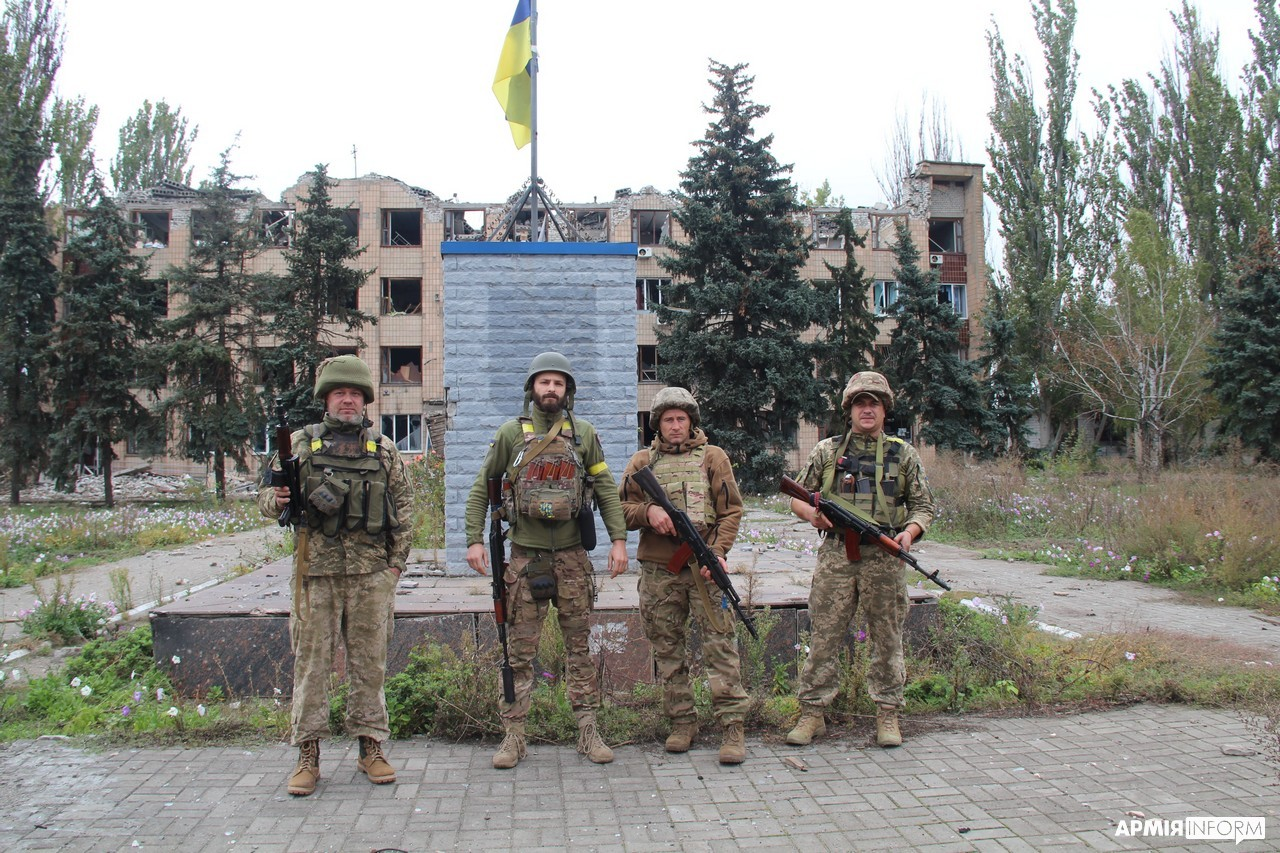
Libération de la localité de Mala Oleksandrivka par l'armée ukrainienne (région de Kherson, 27 septembre 2022).

Le 24 septembre, selon des responsables américains, la situation russe sur la ligne de front de Kherson se détériore car de nombreuses lignes d'approvisionnement sont coupées en raison de la perte de ponts sur le Dnipro. À cela s'ajoute un mental médiocre des troupes. Les commandants militaires russes auraient demandé à se retirer vers des positions plus défendables, mais le Président Poutine est intervenu en interdisant toute retraite pouvant entraîner la perte stratégique de la ville de Kherson.

### Percée ukrainienne à Doudchany (octobre)
Le 2 octobre, deux jours après l'annonce par le Kremlin de l'annexion russe du sud et de l'est de l'Ukraine et un jour après la reprise de la jonction ferroviaire stratégique de Lyman dans la région de Donetsk par les forces ukrainiennes, celles-ci lancent une contre-offensive le long de la ligne d'Arkhanhelske à Osokorivka dans la région de Kherson au sud de la frontière Kherson-Dnipropetrovsk. Elles se déplacent vers le sud le long de la rive ouest du Dnipro et reprennent Zolota Balka ainsi que Mikhailivka et avancent plus au sud vers le prochain objectif, Doudchany. Le président ukrainien Volodymyr Zelensky annonce la libération de Myrolyubivka (à 23 km au nord-ouest de la ville de Kherson) et Arkhanhelske sur la rivière Inhoulets, au sud de la frontière de l'oblast de Kherson-Dnipropetrovsk. D'après Vladimir Saldo, gouverneur de facto de l'oblast de Kherson depuis le 26 avril 2022, il y a bien une percée ukrainienne dans cette région, qualifiant la situation de « tendue ».
Le 3 octobre, l'armée russe est encerclée dans le nord de Kherson, les troupes ukrainiennes tentant d'atteindre Beryslav. Les forces ukrainiennes continuent à avancer vers le sud en direction de Nova Kakhovka ; d'après des images géolocalisées, elles ont libéré Mykhailivka, Havrylivka et Novooleksandrivka le long de l'autoroute T0403. Des images sur les réseaux sociaux et des blogueurs russes indiquent également que les forces ukrainiennes ont avancé à l'ouest de l'autoroute T0403, libérant Khreschenivka le 1er octobre. Des sources russes ont également signalé que les forces ukrainiennes ont libéré des localités sur la ligne de front Lyubomyrivka-Bilaivka-Novoolesandrivka. L'offensive se poursuit vers le sud avec les villes de Davydiv Brid, Velyka Oleksandrivka et Doudchany déclarées libérées le 4 octobre,. Le 5 octobre, le chef adjoint prorusse de la région de Kherson, Kirill Stremousov, déclare que les forces russes se « regroupent » pour « riposter » ; il ajoute que l'avancée ukrainienne a été « arrêtée » et qu'il n'est donc « pas possible » pour l'armée ukrainienne d'avancer jusqu'à la ville de Kherson. Le même jour, des officiers russes se replient de Snihourivka alors que certaines troupes sont déployées.
Le 4 octobre, comme le confirme l'Institut pour l'étude de la guerre, plusieurs sources russes et ukrainiennes rapportent que les forces ukrainiennes ont conquis les localités de Davydiv Brid, Mala Oleksandrivka, Velyka Oleksandrivka, Novodmytrivka, Starosiliya, Novomykhailivka, Doudchany sur la rive du réservoir de Kakhovka, Tchereshneve, Novovoskresenske, Maiske, Petropavlivka, Trinofivka, Novavasilievka, Chervone, Novohryhorivka, Nova Kamyanka, Piatykhatky, Sabloukivka et Kachkarivka après un repli des russes pour éviter l'encerclement le 4 octobre. Depuis le début de l'offensive, 2 400 kilomètres carrés de territoire dans le sud de l'Ukraine ont été libérés par les troupes ukrainiennes. Les forces ukrainiennes ont également atteint le village de Novopetrivka.
Le 9 octobre, le village de Nova Kamianka dans le raïon de Beryslav a été repris par l'Ukraine. Quatre jours plus tard, le gouvernement russe annonce l'évacuation de la population civile de la ville de Kherson, à la demande du nouveau gouverneur de facto de l'oblast de Kherson, Vladimir Saldo.
Le 15 octobre, une importante contre-offensive ukrainienne reprend sur le front nord de Kherson en direction de Doudchany, Mylove et Soukhanovi.
Le 18 octobre, le général Sergueï Sourovikine, le nouveau commandant des forces russes en Ukraine, déclare à la télévision russe que la défense de Kherson n'est « pas facile » ; « l'ennemi tentant continuellement d'attaquer les positions des troupes russes ».
Le 19 octobre, l'état-major ukrainien maintient son important voile noir sur l'information ; cependant, selon Michael Clarke, les Ukrainiens sont engagés dans une opération de suppression des défenses aériennes ennemies au-dessus de l'oblast de Kherson.
Le 22 octobre, les autorités d'occupation russes exhortent les habitants de la ville de Kherson à « partir immédiatement », invoquant ce qu'elles qualifient de « situation militaire tendue ». Le même jour, des rapports non confirmés font état de la prise de la localité Mylove par l'Ukraine. Le 28 octobre, l'évacuation est complétée, 70 000 habitants ayant été déplacés vers la Russie.

Plans de la ville et de sa région
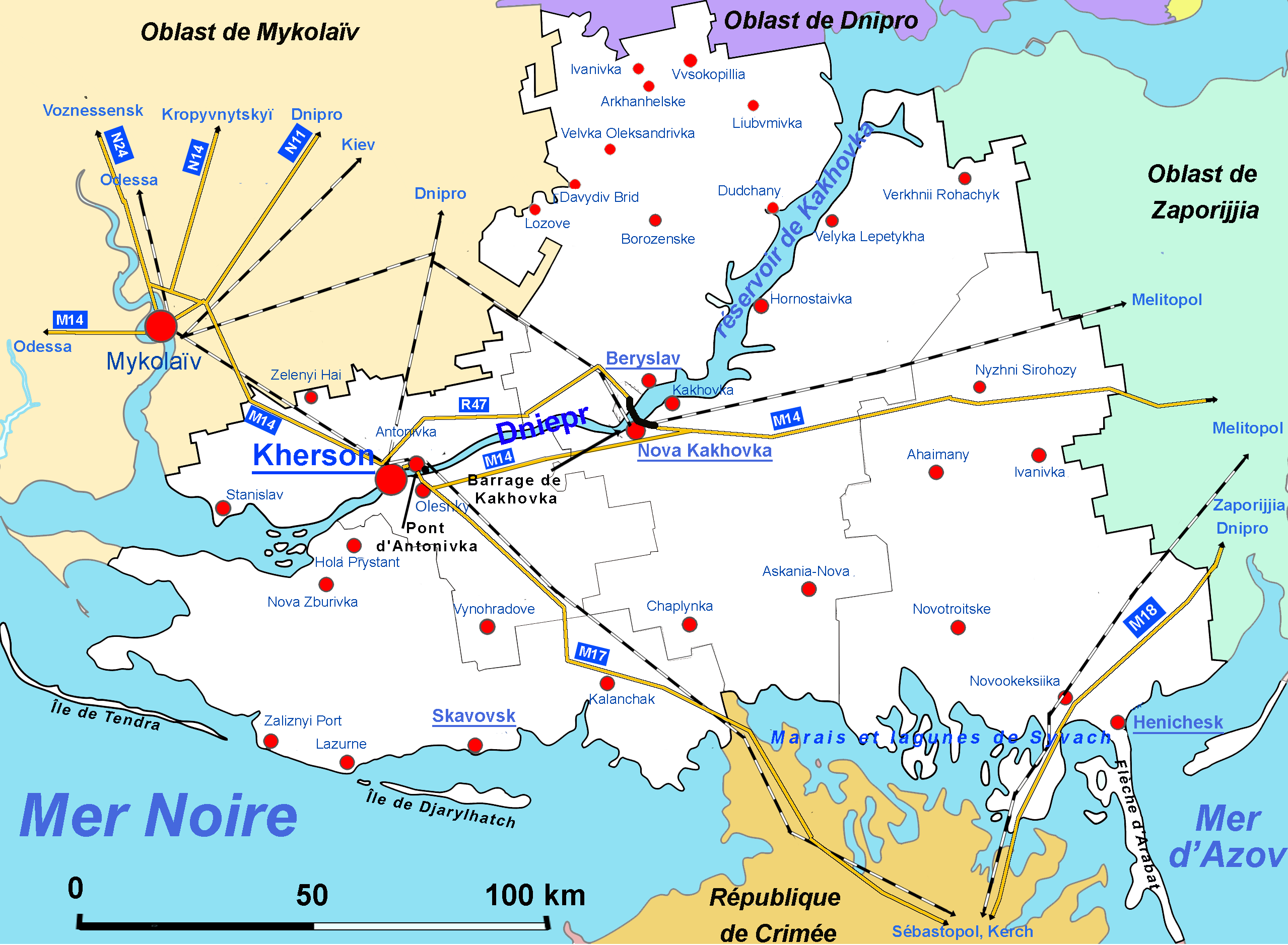
Situation de Kherson, agglomérations de l'oblast (région) de Kherson (fond blanc), principaux axes routiers et lignes ferroviaires.
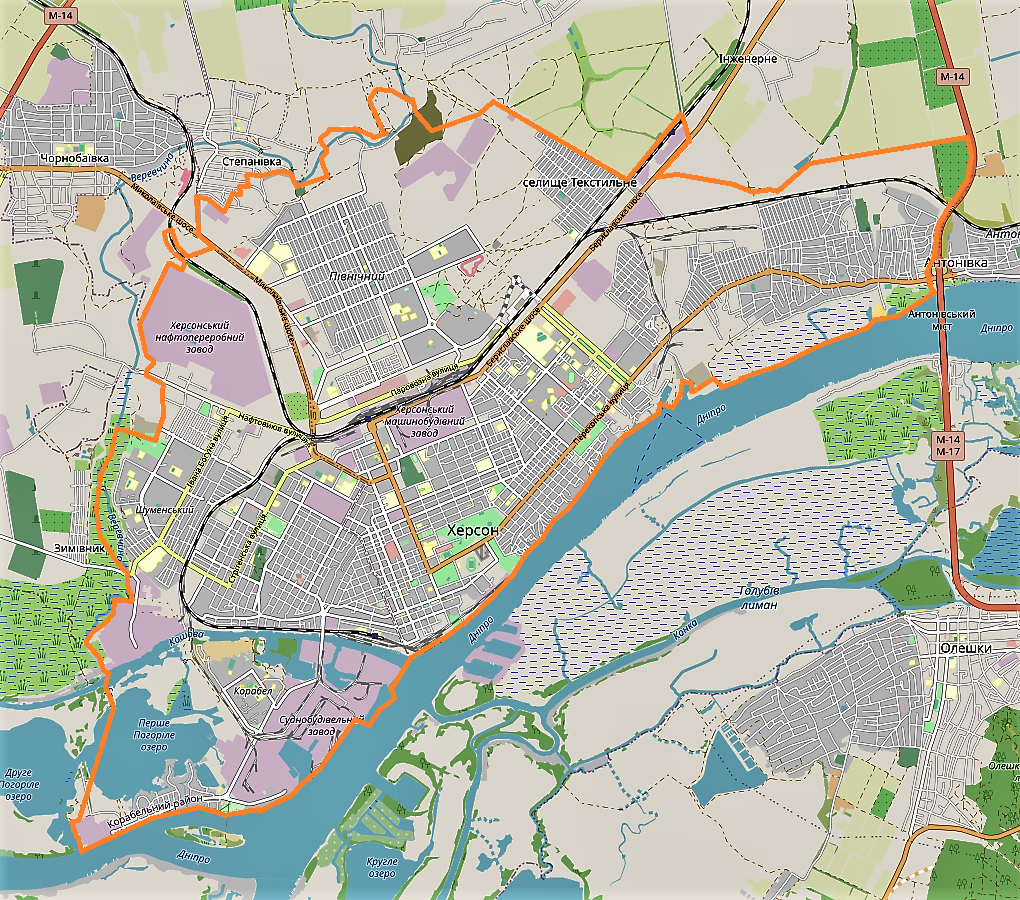
Plan de la ville.

### Retrait russe de la rive droite du Dniepr et libération de Kherson (novembre)

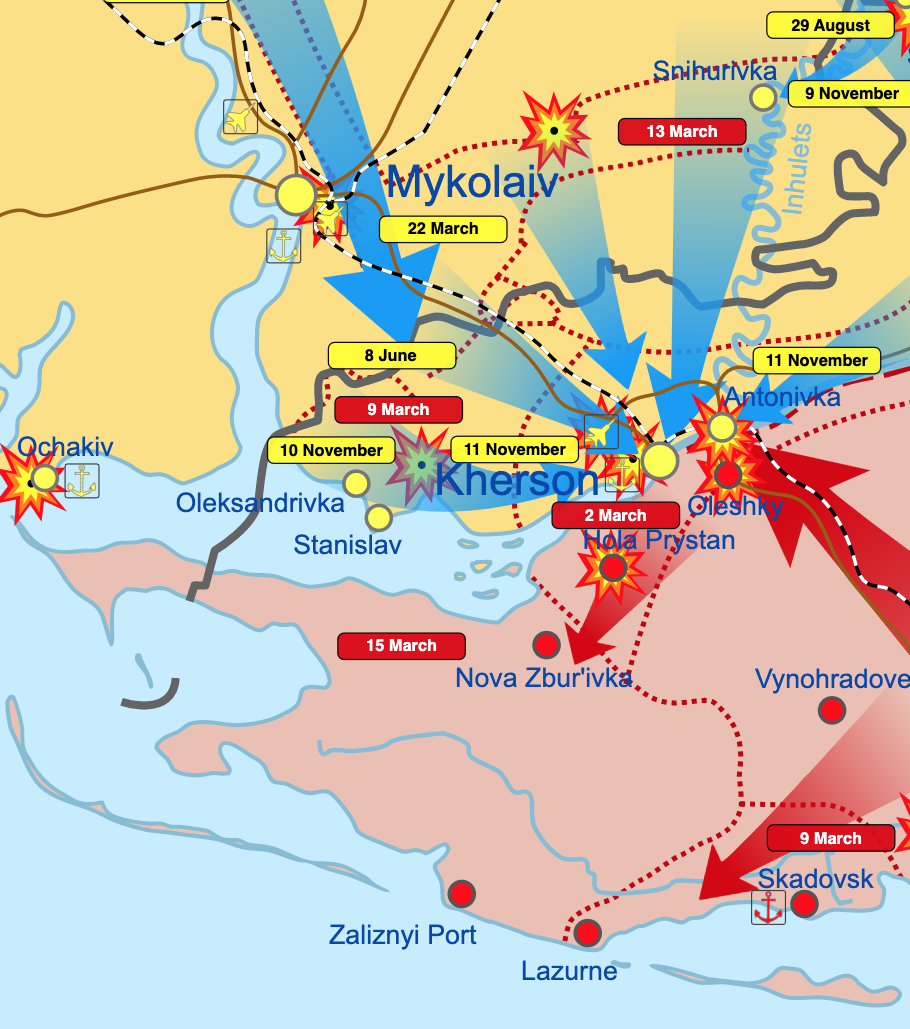
Sur une carte.

Le 9 novembre 2022, Sergueï Choïgou, ministre russe de la Défense, ordonne le retrait des forces russes de la rive droite du fleuve Dniepr de la ville et de la région ukrainienne de Kherson,.
Le 10 novembre, une vidéo montre le drapeau ukrainien flottant à Snihurivka. Les forces ukrainiennes ont également repris le contrôle du village de Kyselivka, à quinze kilomètres au nord-ouest de Kherson. Le même jour, selon le commandant en chef des forces armées ukrainiennes Valeri Zaloujny, leurs forces ont repris au total 41 localités dans la direction de Kherson depuis le 1er octobre.
Le 11 novembre 2022, la ville de Kherson est libérée par l'armée ukrainienne, après le retrait des forces russes. Vers midi, l'armée ukrainienne entre dans Kherson et a atteint le centre-ville, où elle est accueillie par les habitants célébrant son arrivée. Les habitants hissent des drapeaux ukrainiens autour de la place centrale. La reprise de la ville est le plus gros gain ukrainien depuis le début de l'invasion, Kherson étant la seule capitale provinciale à avoir été conquise par la Russie. Malgré l'annonce du retrait complet des forces russes, certains soldats seraient toujours présents dans la ville, déguisés en civils et essayant de se fondre dans la foule. Des membres du renseignement ukrainiens leur demandent de se rendre et les soldats ukrainiens présents dans la ville les recherchent.
Le 12 novembre, une vidéo prétend montrer des forces spéciales ukrainiennes traversant le golfe Borysthénique dans des vedettes rapides et attaquant les forces russes stationnées sur la péninsule de Kinbourn. Le même jour, les autorités d'occupation russes ont annoncé quitter la ville de Nova Kakhovka, située sur la rive gauche du Dniepr. Le lendemain, les médias russes rapportent que 20 « saboteurs » ukrainiens et quatre navires ont été détruits lors d'une tentative de débarquement à Pokrovske, dans la péninsule de Kinbourn.
Le président ukrainien se rend dans la ville de Kherson le 14 novembre 2022.

## Pertes

### Militaires
Le ministère russe de la Défense partage des estimations quotidiennes des pertes ukrainiennes et le commandement opérationnel ukrainien sud partage des estimations quotidiennes des pertes russes. Il est important de rappeler que les deux camps minimisent leurs pertes et surestiment celles de leur adversaire depuis le début du conflit, ainsi il faut prendre les affirmations des pertes avec vigilance et discernement.
| Forces                         | Pertes                        | Période                    | Source                        |
| ------------------------------ | ----------------------------- | -------------------------- | ----------------------------- |
| Forces ukrainiennes (ZSU, NHU) | 9 500 tués et blessés         | 29 août - 11 novembre 2022 | Ministère russe de la Défense |
| Forces russes                  | 2 500 tués, 5 000 blessés     | 29 août - 5 octobre 2022   | Commandement sud ukrainien    |
| Forces russes                  | 1 200 à 1 360 tués et blessés | 29 août - 11 novembre 2022 | Ministère russe de la Défense |

## Analyse
Le 10 septembre 2022, Taras Berezovets (en) estime que la contre-offensive sud avait fait partie d'une « campagne de désinformation » pour détourner l'attention adverse de la véritable contre-offensive en préparation dans le nord du pays. Après des semaines de propagande ukrainienne sur l’imminence d'une opération majeure dans le sud de l'Ukraine, la Russie redéploie des milliers de militaires dans l'oblast de Kherson, y compris des unités blindés destinés à contre-attaquer, laissant ses forces de Kharkiv considérablement affaiblies et vulnérables aux attaques.
Le 24 septembre 2022, The New York Times partage une information selon laquelle les commandants et militaires ukrainiens ont reconnu avoir subi de lourdes pertes lors de l'offensive de Kherson, principalement causées par le manque de munitions, de solides défenses et l'important rôle de l'artillerie russe.
Après la libération de Kherson, l'Institut pour l'étude de la guerre estime que « le retrait de la Russie de la ville de Kherson déclenche une fracture idéologique entre les personnalités pro-guerre et le président russe Vladimir Poutine, érodant la confiance dans l'engagement de Poutine et sa capacité à tenir ses promesses de guerre », notant les critiques envers le gouvernement russe de la part de personnalités nationalistes telles qu'Alexandre Douguine, Igor Guirkine et le groupe Wagner ; l'Institut note également comment « les dirigeants militaires russes essaient et échouent pour l'instant à intégrer des forces de combat issues de nombreuses organisations différentes et de nombreux types et niveaux de compétences et d'équipements différents dans une force de combat plus cohérente en Ukraine », notant en particulier le manque d'organisation des forces militaires provenant de la république populaire de Donetsk et de la république populaire de Lougansk.